# Puppeteer
Puppeteer (в России издаётся под названием Кукловод, в Японии под названием パペッティア (Папэттиа)) — это видеоигра, в жанре платформер, созданная SCE Japan Studio и изданная Sony Computer Entertainment эксклюзивно для PlayStation 3. Руководителем проекта стал Гэйвин Мур, ранее возглавлявший команду аниматоров при работе над The Getaway, Forbidden Siren 2 и Siren: Blood Curse. Выход состоялся 5 сентября 2013 года в Японии, 10 сентября 2013 года в Северной Америке и 11 сентября 2013 года в Европе.
Игра доступа в 2D и 3D режимах. Гэйвин Мур отметил, что лучше играть в 3D, поскольку камера статична и его команда использовала метод при котором в режиме 3D не происходит падения частоты кадров.

## Игровой процесс
Puppeteer — платформер в котором игрок управляет протагонистом по имени Кутаро (англ. Kutaro). Кутаро является куклой и его голова была оторвана. Заменяя свою голову на различные предметы, Кутаро обретает уникальные способности. Кутаро вооружён волшебными ножницами — Калибрус (англ. Calibrus). Калибрус может резать всё что сделано из бумаги или ткани, включая дым и пузыри сделанные из бумаги. Правым аналоговым стиком или со второго контроллера игрок может управлять призрачным котом по имени Инь-Ян (англ. Ying-Yang) и солнечной принцессой Пикариной (англ. Pikarina), которые могут находить новые головы для Кутаро и помогать ему в сражениях.

## Сюжет
Лунными ночами подлый Король Лунный Медведь (англ. Moon Bear King) похищает души детей, чтобы они служили куклами-стражами в его замке. Одним из таких детей стал Кутаро, он был превращён в куклу, а его голову оторвал Король Лунный Медведь. Тем не менее, находя себе союзников и замены головы, Кутаро ворует волшебные ножницы у Короля  и отправляется в путешествие, чтобы вернуть свою голову и вернуться домой.

## Разработка
21 июля 2010 года Sony зарегистрировала торговую марку Puppeteer. Через два года, на выставке Gamescom, состоялся официальный анонс игры под названием Puppeteer для платформы PlayStation 3.
В декабре 2012 года, руководитель проекта, Гэйвин Мур, опубликовал в европейском блоге PlayStation заметку, в которой говорилось, что игра выглядит и ощущается потрясающе, в январе в игру начнут добавлять дополнительные детали, чтобы игра получилась высокого качества которого заслуживают фанаты PlayStation. Также было сказано, что Гэйвин планирует поехать на две недели в Лондон для записи голосов героев, затем в Будапешт для записи музыкального сопровождения, после чего вернуться в Японию для продолжения разработки графической части.

## Оценки прессы
| Сводный рейтинг       | Сводный рейтинг |
| Агрегатор             | Оценка          |
| --------------------- | --------------- |
| GameRankings          | 81,65 %         |
| Metacritic            | 80/100          |
| Иноязычные издания    |                 |
| Издание               | Оценка          |
| Destructoid           | 7/10            |
| Edge                  | 7/10            |
| EGM                   | [ 12 ]          |
| Eurogamer             | 6/10            |
| GameSpot              | 9/10            |
| GamesRadar+           | [ 15 ]          |
| GameTrailers          | 8,7/10          |
| IGN                   | 8,5/10          |
| VideoGamer            | 8/10            |
| Push Square           | 8,1/10          |
| Русскоязычные издания |                 |
| Издание               | Оценка          |
| «Игромания»           | 8,5/10          |
| Котонавты             | 8/10            |

Puppeteer получила в основном положительные оценки от прессы. Критики в качестве положительных сторон игры отмечали визуальную составляющую, игровую механику, историю и управление. В качестве отрицательных сторон назывались несколько затянутый сюжет и не раскрытие потенциала.
| Дата                 | Награда                                                           | Категория                                                           | Номинант                             | Результат | Источник |
| -------------------- | ----------------------------------------------------------------- | ------------------------------------------------------------------- | ------------------------------------ | --------- | -------- |
| 7 февраля 2014 года  | 17th Annual D.I.C.E. Awards                                       | Выдающиеся достижения в художественном направлении                  | Puppeteer                            | Номинация | [ 22 ]   |
| 7 февраля 2014 года  | 17th Annual D.I.C.E. Awards                                       | Выдающееся достижение в области музыкальной композиции              | Puppeteer                            | Номинация | [ 22 ]   |
| 17 февраля 2014 года | 13th Annual National Academy of Video Game Trade Reviewers Awards | Звуковое редактирование в игровом кинотеатре                        | Puppeteer                            | Номинация | [ 23 ]   |
| 17 февраля 2014 года | 13th Annual National Academy of Video Game Trade Reviewers Awards | Original Light Mix Score, New IP                                    | Puppeteer                            | Номинация | [ 23 ]   |
| 17 февраля 2014 года | 13th Annual National Academy of Video Game Trade Reviewers Awards | Game, Original Family                                               | Puppeteer                            | Номинация | [ 23 ]   |
| 17 февраля 2014 года | 13th Annual National Academy of Video Game Trade Reviewers Awards | Комедийная роль, второстепенная                                     | Ник Эллсворт (Король Лунный Медведь) | Номинация | [ 23 ]   |
| 17 февраля 2014 года | 13th Annual National Academy of Video Game Trade Reviewers Awards | Комедийная роль, главная                                            | Стефен Грейф (голос автора)          | Номинация | [ 23 ]   |
| 24 февраля 2014 года | FMCA Awards                                                       | Лучший оригинальный саундтрек для видеоигры или интерактивных медиа | Патрик Дойл                          | Номинация | [ 24 ]   |